# Asura fusca
Asura fusca är en fjärilsart som beskrevs av George Francis Hampson 1893. Asura fusca ingår i släktet Asura och familjen björnspinnare. Inga underarter finns listade i Catalogue of Life.